# Алжуштрел
Алжуштре́л (порт. Aljustrel; МФА: [aɫ.ʒuʃ.ˈtɾɛɫ]) — муніципалітет і містечко в Португалії, в окрузі Бежа. Розташований у центрально-південній частині країни, на теренах історичної португальської провінції Алентежу. Належить до Безької діоцезії Католицької церкви в Португалії. Права міського самоврядування має з 1252 року. Поділяється на 4 парафії. За адміністративним поділом, чинним до 1976 року, був складовою провінції Нижнє Алентежу. Площа муніципалітету — 458,47 км², населення муніципалітету — 9257 ос. (2011); густота населення — 20,19 осіб/км²
. Патрон — свята Варвара. Святковий день муніципалітету — 13 червня. Поштовий індекс — 7600.  Код місцевої адміністративної одиниці — 0201. Складова статистичного регіону Алентежу.

## Географія
Алжуштрел розташований на півдні Португалії, в центрі округу Бежа.
Містечко розташоване на 30 км західніше міста Бежа, на автомобільній дорозі Лісабон — Фару.
Відстань до Лісабона — 126 км, до Бежі — 30 км.
Алжуштрел межує на півночі з муніципалітетом Феррейра-ду-Алентежу, на сході — з муніципалітетом Бежа, на півдні — з муніципалітетом Каштру-Верде, на південному заході — з муніципалітетом Оріке, на заході — з муніципалітетом Сантіагу-ду-Касен.

### Клімат
| Клімат Алжуштрела       | Клімат Алжуштрела | Клімат Алжуштрела | Клімат Алжуштрела | Клімат Алжуштрела | Клімат Алжуштрела | Клімат Алжуштрела | Клімат Алжуштрела | Клімат Алжуштрела | Клімат Алжуштрела | Клімат Алжуштрела | Клімат Алжуштрела | Клімат Алжуштрела | Клімат Алжуштрела |
| Показник                | Січ.              | Лют.              | Бер.              | Квіт.             | Трав.             | Черв.             | Лип.              | Серп.             | Вер.              | Жовт.             | Лист.             | Груд.             | Рік               |
| Середній максимум, °C   | 13,9              | 15,1              | 18,1              | 19,8              | 23,4              | 28,5              | 32,7              | 32,6              | 29,3              | 23,2              | 18,1              | 14,7              | 22,4              |
| Середня температура, °C | 9,6               | 10,5              | 12,4              | 14,0              | 16,8              | 20,9              | 24,1              | 24,2              | 22,2              | 17,7              | 13,5              | 10,8              | 16,4              |
| Середній мінімум, °C    | 5,3               | 6,0               | 6,8               | 8,2               | 10,2              | 13,3              | 15,5              | 15,8              | 15,1              | 12,3              | 9,0               | 6,8               | 10,4              |
| Днів з опадами          | 8                 | 8                 | 6                 | 7                 | 6                 | 2                 | 0                 | 0                 | 2                 | 6                 | 7                 | 10                | 62                |
| ----------------------- | ----------------- | ----------------- | ----------------- | ----------------- | ----------------- | ----------------- | ----------------- | ----------------- | ----------------- | ----------------- | ----------------- | ----------------- | ----------------- |
| Джерело: www.yr.no      |                   |                   |                   |                   |                   |                   |                   |                   |                   |                   |                   |                   |                   |

## Історія
1252 року португальський король Афонсу III надав Алжуштрелу форал, яким визнав за поселенням статус містечка та муніципальні самоврядні права.

## Населення
| Кількість мешканців | Кількість мешканців | Кількість мешканців | Кількість мешканців | Кількість мешканців | Кількість мешканців | Кількість мешканців | Кількість мешканців | Кількість мешканців | Кількість мешканців | Кількість мешканців | Кількість мешканців | Кількість мешканців | Кількість мешканців | Кількість мешканців |
| ------------------- | ------------------- | ------------------- | ------------------- | ------------------- | ------------------- | ------------------- | ------------------- | ------------------- | ------------------- | ------------------- | ------------------- | ------------------- | ------------------- | ------------------- |
| 1864                | 1878                | 1890                | 1900                | 1911                | 1920                | 1930                | 1940                | 1950                | 1960                | 1970                | 1981                | 1991                | 2001                | 2011                |
| 5 948               | 7 788               | 7 455               | 8 214               | 12 272              | 12 437              | 15 276              | 17 299              | 18 214              | 18 181              | 13 473              | 12 870              | 11 990              | 10 567              | 9 257               |

## Парафії
- Алжуштрел
- Мессежана
- Ріу-де-Моіньюш
- Сан-Жуан-де-Негрільюш
- Ервідел